# Lorenzo Perosi
Don (ou plus rarement « Monsignore ») Lorenzo Perosi, né à Tortona le 21 décembre 1872 et mort à Rome le 12 octobre 1956, est le compositeur le plus prolifique de musique sacrée en Italie au XIXe siècle et le seul membre de la Giovane Scuola (« Jeune École ») qui n'ait pas écrit d'opéra. Il connut un succès international à partir du début des années 1900. Romain Rolland, prix Nobel de littérature 1915, a fait son éloge. Perosi travailla pour plusieurs papes, en particulier Pie X, et fut également le chef de file du Mouvement cécilien.

## Biographie
Lorenzo Perosi est issu d'une famille extrêmement religieuse et orientée vers la musique. Tous ses ancêtres, deux cents ans avant lui,  étaient musiciens d'église. Son père, Giuseppe Perosi (1849-1908), était maestro di cappella (maître de chapelle) de la cathédrale de Tortona et l'un des musiciens d'église les plus éminents d'Italie. Giuseppe fut le premier enseignant de ses fils : Lorenzo, Carlo, devenu prêtre et ensuite cardinal, et Marziano, Maestro di Cappella à la cathédrale de Milan de 1930 à 1949). Perosi a étudié à Milan avec l'un des plus grands professeurs d'Italie, Michele Saladino du conservatoire de Milan. Même après son départ du Conservatoire, Perosi a maintenu une relation épistolaire avec Saladino afin de prolonger son enseignement. 
En 1890, Perosi, alors âgé de 18 ans, obtient son premier poste : organiste et « professeur de piano des novices » à l'abbaye du Mont-Cassin. Après avoir obtenu son diplôme du Conservatoire de Milan en 1892, il passe une année très studieuse avec Franz Xaver Haberl à Ratisbonne, en Bavière, à la Kirchenmusikschule (à l'« École de musique d'église ») que Haberl avait fondée en 1874. Musicien et musicologue réputé, Haberl a été le premier éditeur des œuvres complètes de Palestrina et de Lassus. Les progrès de Perosi furent tels que Haberl lui offrit une cattedra (chaire d'enseignement permanente) dans sa Kirchenmusikschule. Perosi, qui avait le mal du pays, déclina l'offre poliment en faveur d'un poste d'enseignant et de directeur de la musique sacrée à Imola. Comme Perosi le dit lui-même, il « a désiré et prié longuement le Seigneur pour pouvoir faire quelque chose en faveur de la musique sacrée en Italie ». Perosi travailla à Imola de novembre 1892 jusqu'en août 1894. 
Au cours de 1894, Perosi étudia en France, à l'abbaye de Solesmes, avec les grégorianistes Dom Mocquereau et Dom Pothier. La polyphonie de la Renaissance, qu'il a apprise de Haberl, et le chant grégorien qu'il a étudié à Solesmes, sont les deux piliers sur lesquels Perosi a fondé son œuvre entière. 
Après Imola, Perosi obtient un poste beaucoup plus important, celui de maître de la Cappella Marciana (maître de chapelle de la Basilique Saint-Marc) de Venise. Ce poste est dû à l'amitié profonde entre Perosi et le cardinal Giuseppe Sarto, alors patriarca di Venezia (patriarche de Venise) et bientôt pape Pie X. Sarto aimait beaucoup la musique et regrettait que pendant environ cent ans (1800-1900) le chant grégorien ait été absent de l'Église. Un style de musique plus « opératique » et divertissant avait prévalu. Il était donc naturel que Perosi trouve dans Sarto non seulement un véritable ami et une âme-sœur, mais aussi un soutien fidèle. 
La nomination de Perosi à Venise (1894) suscita une belle production musicale, au moins jusqu'en 1907. Perosi a continué à beaucoup composer jusqu'à sa mort, mais ces 13 années sont sa plus grande et sa plus belle période. 
En 1895, il devint prêtre, ordonné par son ami le cardinal Sarto. Louis Orione était, comme Perosi, né à Tortona en 1872. Les trois hommes, amis, s'inspiraient mutuellement.

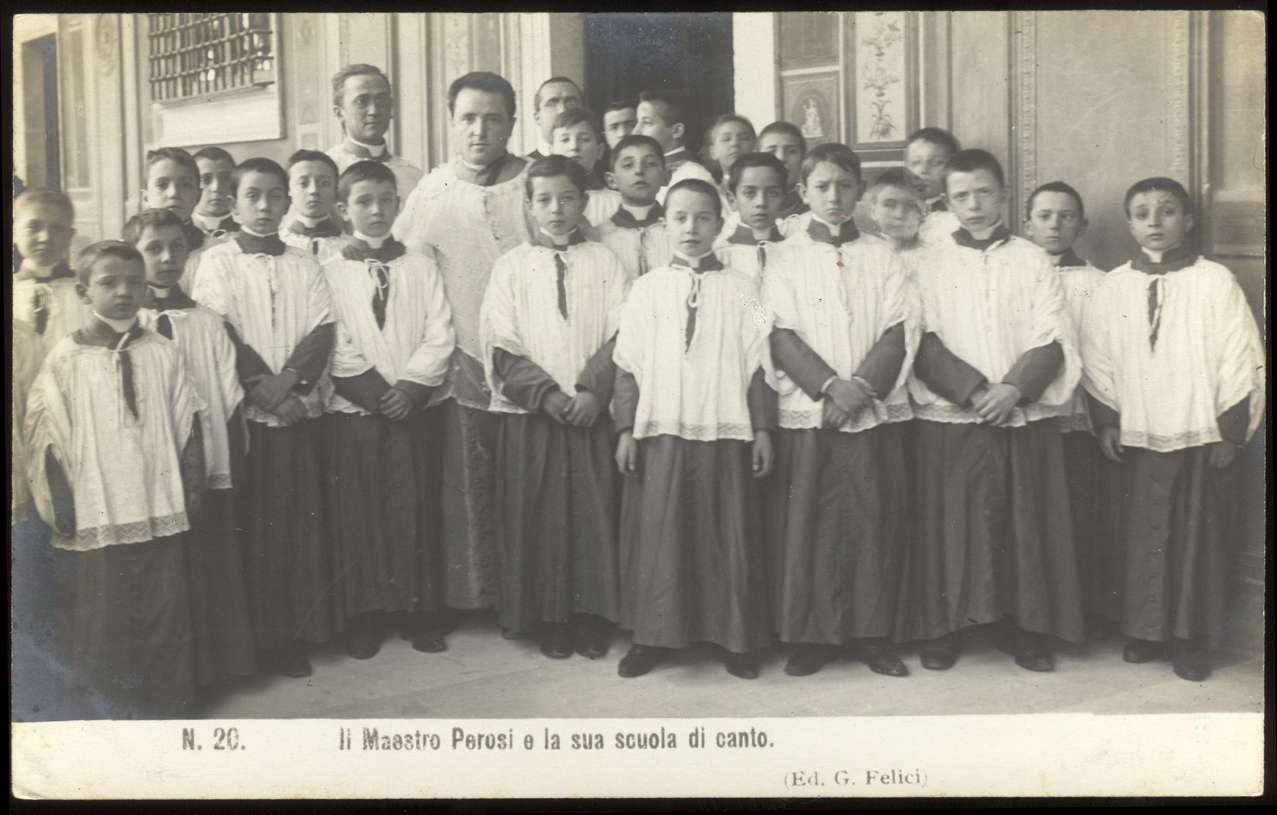
Perosi et le chœur de la chapelle Sixtine

En 1898, le cardinal Sarto utilisa son influence sur le pape Léon XIII pour que Perosi obtienne le poste de Maestro perpetuo della Cappella Sistina (directeur perpétuel du chœur de la chapelle Sixtine) à Rome. Cinq années plus tard, le cardinal Sarto est élu pape sous le nom de Pie X. La musique était une telle priorité pour lui que, trois mois après son élection, il produisit le motu proprio Inter pastoralis officii sollicitudes (1903), sur la musique sacrée, dont Perosi est coauteur. Ce Motu proprio déclare que le chant grégorien doit retrouver sa place dans toutes les églises catholiques du monde.
Perosi est resté Maestro perpetuo jusqu'à sa mort cinquante années plus tard, en dépit des interruptions dans son poste d'administrateur. À partir de 1907, Perosi a commencé à souffrir plus intensément de problèmes psychologiques et neurologiques. Ces troubles atteignirent leur paroxysme en 1922 ; beaucoup le déclarent « incurable ». Le compositeur passe de nombreux mois dans la solitude ; cependant, le mythe souvent répété qu'il a été placé en institution psychiatrique est faux puisqu'il n'a pas changé de résidence. En fait, l'année suivante, en 1923, Perosi se remet au travail et compose beaucoup. Il n'était pas « fou ». En fait, dans la dernière décennie de sa vie, il garda un emploi du temps très chargé. 

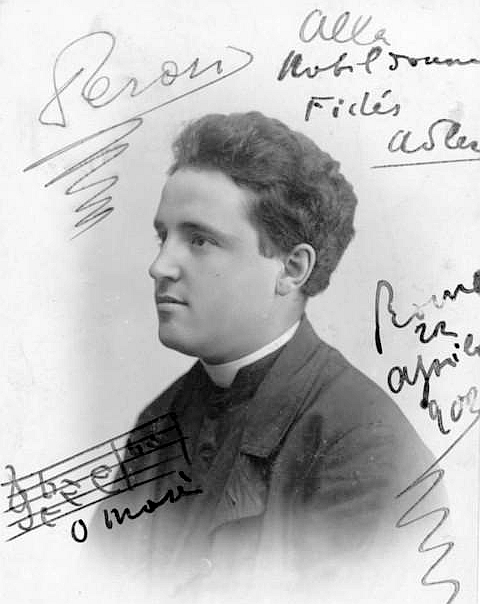
Perosi en 1900

Malgré l'obscurité relative dans laquelle il se trouve aujourd'hui, Perosi est un membre éminent de la Giovane Scuola (« Jeune École »), dont faisaient partie les compositeurs du mouvement musical vériste (Giacomo Puccini, Pietro Mascagni, Ruggero Leoncavallo, Umberto Giordano, Francesco Cilea). Romain Rolland lui dédia un chapitre dans ses Musiciens d'aujourd’hui (1899). Perosi fut par ailleurs admiré par Arrigo Boito et Arturo Toscanini. Le ténor Enrico Caruso a chanté sa musique, de même que Mario Sammarco, Carlo Tagliabue, Beniamino Gigli et d'autres chanteurs de cette époque, ainsi que, plus récemment, Fiorenza Cossotto, Mirella Freni, Renato Capecchi et Giuseppe Campora. Parmi ses admirateurs français, on trouve Claude Debussy, Jules Massenet, Alexandre Guilmant et Vincent d'Indy, qui furent impressionnés par la première française de La Risurrezione di Cristo en 1889.
Contrairement aux autres membres de la Giovane Scuola, Perosi était sensiblement influencé par le répertoire pré-classique. Son prétendu « éclectisme », mal compris par les critiques, était sa plus grande caractéristique. C'était presque avec naïveté que Perosi demanda à Romain Rolland pourquoi les compositeurs se sentaient si entravés par le temps et la géographie. Pourquoi la musique ne pourrait-elle pas être universelle, libérée des tendances et des engouements éphémères d'un pays ou d'un siècle ?

## Œuvres
Oratorios
- La Passione di Cristo secondo S. Marco (1897)
- La Trasfigurazione di Cristo (1898)
- La Risurrezione di Lazzaro (1898)
- La Risurrezione di Cristo (1898)
- Il Natale del Redentore (1899)
- La Strage degli Innocenti (1900)
- Il Giudizio universale (1904)
- Transitus Animae (1907)

Messes et motets
- Missa In Honorem Ss. Gervasii et Protasii (1895)
- Missa "Te Deum Laudamus" (1897)
- Missa Eucharistica (1897)
- Missa [prima] Pontificalis (1897)
- Messa da Requiem (1897. Éd. 1898)
- Messa a tre voci d'uomo (1898)
- Missa "Benedicamus Domino" (1899)
- Missa Cerviana
- Missa secunda Pontificalis (1906)
- Missa pro defunctis (1913)
- De nombreux motets (8 volumes intitulés Melodie sacre, 1897-1904)

## Biographies
En italien
- Andrea Amadori, Lorenzo Perosi: Documenti e inediti (1999)  (ISBN 8870962334) Très rare livre à trouver, écrit en italien. Actuellement commandé (sera envoyé à votre adresse avec l'ajout du montant de l'affranchissement) uniquement à travers le site dédié suivant où vous trouverez également une photo exclusive de l'auteur qui donne copa n ° 1 de son écrit au Bienheureux Jean Paul II (Cité du Vatican, le 15 septembre 1999) avec une brève service de diffusion de télévision dans les livres spéciaux de la télévision italienne RAI TG1: www.lorenzoperosi.com
- Adriano Bassi, Don Lorenzo Perosi: L'uomo, il compositore e il religioso (1994)  (ISBN 8875147086)
- Adelmo Damerini, Lorenzo Perosi (1953)
- Matteo Glinski, Lorenzo Perosi (1953)
- Don Teodoro Onofri, Lorenzo Perosi nei giorni imolesi (1977)
- Sergio Pagano, L'epistolario 'vaticano' di Lorenzo Perosi 1867-1956 (1996)  (ISBN 8821191206)
- Arcangelo Paglialunga, Lorenzo Perosi (1952)
- Mario Rinaldi, Lorenzo Perosi (1967)
- Marino Sanarica, Lorenzo Perosi (Rimini, 1999)  (ISBN 888049161X)
- Graziella Merlatti, Lorenzo Perosi, una vita tra genio e follia (Àncora, 2006, coll. Testimoni del nostro tempo)  (ISBN 8851403309)

En anglais
- Leonardo Ciampa, Don Lorenzo Perosi (Author House, 2006)  (ISBN 1-4259-3440-4)